# Атабаска (река)
Атабаска (енгл. Athabasca River) је река која протиче кроз централне делове канадске провинције Алберта. Настаје из термалног басена глечера Атабаска (долински ледник ајсфјелда Колумбија) на источним обронцима канадских Стеновитих планина у границама националног парка Џаспер. Извире на надморској висини од 1.520 метара. Након 1.231 km тока спаја се са реком Пис у велику унутрашњу делту преко које се улива у језеро Атабаску. Ово језеро је Ропском реком повезано са Великим ропским језером, односно реком Макензи и Северним леденим океаном. Укупна површина слива је 95.300 km². Укупан пад од извора до ушћа је 1.315 метара или у просеку 1,06 м/км тока.
Најважније притоке са десне стране су Пембина, Клирвотер и Фајрбег док Мала ропска река као лева притока одводњава Мало ропско језеро ка Атабаски.
У горњем делу тока, на 30-ак km од насеља Џаспер налази се водопад Атабаска са падом од 24 метра.
Име реке потиче од народа Кри код којег реч Аðapaskāw означава биљно шаренило дуж реке односно чињеницу да се дуж тока ове реке неправилно смењују различити вегетациони типови. Већ 1778. Атабаска је постала важна трговачка саобраћајница за трговце крзном који су путовали из поречја Макензија ка Великим језерима. Због тога влада Канаде је ову реку сврстала у ред канадских баштинских река.
На обалама Атабаске не налазе се већа градска насеља а најважнији центри су Форт Макмари и Атабаска.
У доњем делу тока ове реке налази се велики ревир атабаских уљаних шкриљаца из којих се прерадом добија нафта, а који су према разним еколошким студијима главни загађивач подручја низводно од налазишта. Тако су у води регистроване веће концентрације живе, олова и других отровних метала.